# Tiurkmen, Plovdiv
Tiurkmen (în bulgară Тюркмен) este un sat în comuna Brezovo, regiunea Plovdiv,  Bulgaria. 

## Demografie
Componența etnică a satului Tiurkmen
     Nicio identificare (2,23%)
     Bulgari (97,76%)
     Altele (0%)
La recensământul din 2011, populația satului Tiurkmen era de 358 locuitori. Din punct de vedere etnic, majoritatea locuitorilor (97,76%) erau bulgari. Pentru 2,23% din locuitori nu este cunoscută apartenența etnică.